# Chirbat Awwad
Chirbat Awwad (arab. خربة عواد) – wieś w Syrii, w muhafazie As-Suwajda. W 2004 roku liczyła 398 mieszkańców.